# Henri Horrie
Henri Horrie (Roeselare, 5 juni 1807 – Roeselare, 5 september 1901), was een kunstschilder, politicus en Vlaamse voorman in Roeselare.

## Biografie
Henri Horrie werd in Roeselare geboren als zoon van een bakker. Hij was als jonge man leerling-tekenaar bij de Roeselaarse kunstschilder Bernard Mioen en studeerde later nog in Antwerpen en Parijs. Hij keerde terug naar Roeselare waar hij naast kunstschilder ook textielhandelaar was. In 1837 was hij een van de medestichters van de Stedelijke Academie voor Teken-, bouw- en Beeldhouwkunde, de voorloper van het huidige S.A.S.K.. Hij werd er ook de eerste directeur, een functie die hij zou aanhouden tot 1897. Hij gaf er lessen in beeldhouwkunde en had heel wat invloed op de vele lokale kunstenaars die de Academie in de negentiende eeuw zou leveren. Hij is ook bekend als portrettist en schilder van religieuze taferelen.
Naast zijn artistieke activiteiten profileerde Horrie zich ook op politiek vlak. In 1844 was hij medestichter van het letterkundig genootschap 'De Vriendschap', een genootschap dat zich inzette voor de Vlaamse zaak. Van 1854 tot 1892 was hij er zelfs de voorzitter van. Vanuit die functie had hij heel wat contact met de Vlaamse voormannen uit de regio. Van 1855 tot 1886 was hij voorzitter van het Bureel van Weldadigheid. Vanuit die functie maakte hij deel uit van de stedelijke gezondheidscommissie die de ongezonde woonsituatie van de arbeiders in de stad wou wegwerken. In 1866 werd hij ook voorzitter van de kerkfabriek van de parochie Sint-Michiels te Roeselare. In 1875 werd in Roeselare een afdeling van het Davidsfonds opgericht en ook hier werd Horrie voorzitter.
In 1866 werd hij provincieraadslid voor de katholieken als tegenhanger voor de liberale burgemeester Constantijn Dubois. Hij bleef in de raad zetelen tot 1898. In de provincie zette hij zich vooral in voor de industriële ontsluiting van de regio, het kunstonderwijs en de Vlaamse zaak. Zo legde hij in 1872 als enige raadslid de eed af in het Nederlands. Door zijn ouderdom verdween hij langzaam uit de vele verenigingen en organisaties, maar hij bleef invloed uitoefenen.
In de kunstacademie van Roeselare wordt er nog een kopie van het borstbeeld door Clément Carbon bewaard. Er werd in 1914 ook een gedenkplaat voor hem onthuld die vervaardigd werd door Josuë Dupon. Tijdens zijn leven werd er op zijn eigendom een straat geopend die door zijn interesses de Kunststraat genoemd werd. Na de Eerste Wereldoorlog kreeg die straat zijn naam mee: de 'Henri Horriestraat'.

## Publicatie
- Welf en Wibeling, drama in vijf bedrijven, 1883.